# Décès en décembre 2021
Décès
- 2017
- 2018
- 2019
- 2020
- 2021
- 2022
- 2023
- 2024
- 2025

Pour une information complémentaire, voir la page d'aide.

| Date         | Nom                            | Activités | Âge   | Source |
| ------------ | ------------------------------ | --- | ----- | ------ |
| 1er décembre | Rudolf Bernhardt               | Juriste allemand. | 96    | (de)   |
| 1er décembre | Bertram Bowyer                 | Homme politique britannique.                                                                                                   | 94    |        |
| 1er décembre | Jean Demannez                  | Homme politique belge. | 72    |        |
| 1er décembre | Abla Farhoud                   | Dramaturge canadienne. | 76    |        |
| 1er décembre | Grand Jojo                     | Chanteur belge. | 85    |        |
| 1er décembre | Pampi Laduche                  | Joueur français de pelote basque.                                                                                              | 66    |        |
| 1er décembre | Alvin Lucier                   | Compositeur américain. | 90    | (en)   |
| 1er décembre | Keiko Nobumoto                 | Scénariste japonaise. | 57    | (ja)   |
| 1er décembre | Petr Uhl                       | Écrivain et homme politique tchécoslovaque puis tchèque.                                                                       | 80    |        |
| 1er décembre | Miroslav Zikmund               | Explorateur et écrivain tchécoslovaque puis tchèque.                                                                           | 102   |        |
| 2 décembre   | Samuel Bhend                   | Homme politique suisse. | 78    |        |
| 2 décembre   | Richard Cole                   | Personnalité britannique du monde du rock.                                                                                     | 75    | (en)   |
| 2 décembre   | Jozef Dupré                    | Homme politique belge. | 93    |        |
| 2 décembre   | Aldo Giordano                  | Évêque catholique italien, nonce apostolique près l'Union européenne.                                                          | 67    | (it)   |
| 2 décembre   | Gérard Grandval                | Architecte français. | 91    |        |
| 2 décembre   | Darlene Hard                   | Joueuse de tennis américaine.                                                                                                  | 85    | (en)   |
| 2 décembre   | Bill McKenzie                  | Homme politique britannique.                                                                                                   | 75    | (en)   |
| 2 décembre   | Lawrence Weiner                | Artiste, peintre et illustrateur américain.                                                                                    | 79    | (en)   |
| 3 décembre   | Güldal Akşit                   | Femme politique turque. | 61    | (tr)   |
| 3 décembre   | Man Arai                       | Écrivain japonais. | 75    | (ja)   |
| 3 décembre   | Jean Briane                    | Homme politique français. | 91    |        |
| 3 décembre   | Françoise Delord               | Personnalité française, fondatrice du ZooParc de Beauval.                                                                      | 81    |        |
| 3 décembre   | Lamine Diack                   | Athlète puis dirigeant sénégalais d'athlétisme.                                                                                | 88    |        |
| 3 décembre   | Horst Eckel                    | Footballeur allemand. | 89    |        |
| 3 décembre   | Nina Ourgant                   | Actrice soviétique et russe.                                                                                                   | 92    | (en)   |
| 3 décembre   | Jean Rosset                    | Sculpteur français. | 84    |        |
| 3 décembre   | Edward Shames                  | Soldat américain. | 99    | (en)   |
| 3 décembre   | Alfonso Vallejo                | Dramaturge et poète espagnol.                                                                                                  | 78    | (es)   |
| 3 décembre   | Momčilo Vukotić                | Footballeur serbe. | 71    | (en)   |
| 3 décembre   | Jōji Yanami                    | Seiyū japonais. | 90    | (en)   |
| 3 décembre   | Xavier Ziani                   | Volleyeur français. | 49    |        |
| 4 décembre   | Paul Lannoye                   | Homme politique belge. | 82    |        |
| 4 décembre   | Pierre Rabhi                   | Écrivain et militant politique français.                                                                                       | 83    |        |
| 5 décembre   | Martha De Laurentiis           | Productrice de cinéma américaine.                                                                                              | 67    | (it)   |
| 5 décembre   | Jean-Paul Didierlaurent        | Écrivain français. | 59    |        |
| 5 décembre   | Bob Dole                       | Homme politique américain. | 98    |        |
| 5 décembre   | Aurelio Galfetti               | Architecte suisse. | 85    | (it)   |
| 5 décembre   | Stevan Jelovac                 | Basketteur serbe. | 32    | (sr)   |
| 5 décembre   | Manolo Jiménez                 | Footballeur espagnol. | 79    | (es)   |
| 5 décembre   | Sławomir Majusiak              | Athlète de fond polonais. | 57    | (pl)   |
| 5 décembre   | John Miles                     | Chanteur et musicien britannique.                                                                                              | 72    |        |
| 5 décembre   | Michel Rouche                  | Historien et professeur émérite français.                                                                                      | 87    |        |
| 5 décembre   | Toni Santagata                 | Auteur-compositeur-interprète italien.                                                                                         | 85    | (it)   |
| 5 décembre   | Song Gisuk                     | Écrivain sud-coréen. | 86    | (ko)   |
| 5 décembre   | Yvette Thuot                   | Actrice canadienne. | 103   |        |
| 5 décembre   | Jacques Tits                   | Mathématicien français. | 91    |        |
| 5 décembre   | Renato Turano                  | Homme politique italo-américain.                                                                                               | 79    | (it)   |
| 5 décembre   | Mario Turchetti                | Historien italien. | 77    | (it)   |
| 5 décembre   | Demetrio Volcic                | Journaliste et homme politique italien.                                                                                        | 90    | (it)   |
| 6 décembre   | Chris Achilleos                | Artiste peintre britannique.                                                                                                   | 74    | (en)   |
| 6 décembre   | André Aschieri                 | Homme politique français. | 84    |        |
| 6 décembre   | Emma Gaptchenko                | Archère russe. | 83    | (ru)   |
| 6 décembre   | Skilyr Hicks                   | Autrice-compositrice-interprète américaine.                                                                                    | 23    | (en)   |
| 6 décembre   | Olha Ilkiv                     | Partisane soviétique. | 101   | (uk)   |
| 6 décembre   | Michel Thierry                 | Industriel français. | 93    |        |
| 6 décembre   | Masayuki Uemura                | Ingénieur et informaticien japonais.                                                                                           | 78    |        |
| 6 décembre   | Klaus von Beyme                | Politologue allemand. | 87    | (de)   |
| 6 décembre   | Kåre Willoch                   | Homme politique et d'État norvégien.                                                                                           | 93    | (no)   |
| 7 décembre   | Moustapha Ben Halim            | Homme politique libyen. | 100   | (ar)   |
| 7 décembre   | Steve Bronski                  | Musicien britannique. | 61    |        |
| 7 décembre   | Lamine Dieng                   | Joueur et entraîneur sénégalais de football.                                                                                   | 70    |        |
| 7 décembre   | Catherine Fournier             | Femme politique française. | 66    |        |
| 7 décembre   | Philippe Stevens               | Prélat catholique belge. | 84    |        |
| 7 décembre   | Claude Vandersleyen            | Égyptologue belge. | 94    |        |
| 8 décembre   | Sylwester Chęciński            | Réalisateur de film polonais.                                                                                                  | 91    | (pl)   |
| 8 décembre   | Mustapha El Karouni            | Homme politique belge. | 53    |        |
| 8 décembre   | Gerry Foley                    | Joueur professionnel de hockey sur glace américaine.                                                                           | 89    | (en)   |
| 8 décembre   | Barry Harris                   | Pianiste de jazz américain. | 91    | (en)   |
| 8 décembre   | Susana Higuchi                 | Femme politique et d'affaires péruvienne.                                                                                      | 71    | (es)   |
| 8 décembre   | Lars Høgh                      | Footballeur danois. | 62    | (da)   |
| 8 décembre   | Blackjack Lanza                | Catcheur américain. | 86    | (en)   |
| 8 décembre   | Alfredo Moreno                 | Footballeur argentin. | 41    | (en)   |
| 8 décembre   | Michel Quarez                  | Peintre et affichiste français.                                                                                                | 83    |        |
| 8 décembre   | Bipin Rawat                    | Officier indien. | 63    | (en)   |
| 8 décembre   | Andrzej Zieliński              | Athlète de sprint polonais, médaillé d'argent aux Jeux olympiques d'été de 1964.                                               | 85    | (pl)   |
| 8 décembre   | Jacques Zimako                 | Footballeur français. | 69    |        |
| 9 décembre   | Hélène Bellanger               | Actrice française. | 101   |        |
| 9 décembre   | Robert Jervis                  | Politologue américain. | 81    | (en)   |
| 9 décembre   | Gertraud Jesserer              | Actrice autrichienne. | 77    | (de)   |
| 9 décembre   | Otar Patsatsia                 | Homme politique géorgien. | 92    | (ka)   |
| 9 décembre   | Carmen Salinas                 | Actrice mexicaine. | 82    | (es)   |
| 9 décembre   | Larry Sellers                  | Acteur américain. | 72    | (en)   |
| 9 décembre   | Demaryius Thomas               | Joueur de foot U.S. américain.                                                                                                 | 33    | (en)   |
| 9 décembre   | Al Unser                       | Pilote de course automobile américain.                                                                                         | 82    | (en)   |
| 9 décembre   | Lina Wertmüller                | Scénariste et réalisatrice de film italienne.                                                                                  | 93    |        |
| 9 décembre   | Cara Williams                  | Actrice américaine. | 96    | (en)   |
| 9 décembre   | Maryse Wolinski                | Journaliste et écrivain française.                                                                                             | 78    |        |
| 10 décembre  | Jacques Auxiette               | Homme politique français. | 81    |        |
| 10 décembre  | Maria Gomori                   | Psychothérapeute familiale canadienne d'origine hongroise.                                                                     | 101   | (en)   |
| 10 décembre  | Michael Nesmith                | Musicien, producteur, acteur, scénariste, et réalisateur américain.                                                            | 78    | (en)   |
| 10 décembre  | Jean-Claude Perrot             | Historien français. | 93    |        |
| 10 décembre  | Leland Wilkinson               | Statisticien américain. | 77    | (en)   |
| 11 décembre  | Jack Hedley                    | Acteur britannique. | 92    | (en)   |
| 11 décembre  | Hiroshi Hirata                 | Auteur de bande dessinée japonais.                                                                                             | 84    | (ja)   |
| 11 décembre  | Vera Kistiakowsky              | Physicienne américaine. | 93    | (en)   |
| 11 décembre  | Christian Laskawiec            | Joueur de rugby à XIII français.                                                                                               | 69    |        |
| 11 décembre  | Mel Lastman                    | Homme politique canadien. | 88    | (en)   |
| 11 décembre  | Anne Rice                      | Romancière américaine. | 80    |        |
| 11 décembre  | Manuel Santana                 | Joueur de tennis espagnol. | 83    | (es)   |
| 11 décembre  | Tyler Stovall                  | Historien américain. | 67    |        |
| 12 décembre  | Vicente Fernández              | Chanteur mexicain. | 81    | (es)   |
| 12 décembre  | Siosaia Lausiʻi                | Homme d'État tongien. | 66    | (en)   |
| 12 décembre  | Véronique Lefay                | Actrice pornographique, productrice,réalisatrice française                                                                     | 57    |        |
| 12 décembre  | Paulias Matane                 | Gouverneur général de Papouasie-Nouvelle-Guinée.                                                                               | 90    | (en)   |
| 12 décembre  | Jimmy Rave                     | Catcheur américain. | 39    | (en)   |
| 12 décembre  | Yuriy Sharov                   | Escrimeur soviétique puis russe, champion olympique par équipe aux Jeux olympiques d'été de 1964 et médaillé d'argent en 1968. | 82    | (ru)   |
| 13 décembre  | Giannalberto Bendazzi          | Historien italien. | 75    | (it)   |
| 13 décembre  | Kevin Billington               | Réalisateur britannique. | 87    | (en)   |
| 13 décembre  | Verónica Forqué                | Actrice espagnole. | 66    |        |
| 13 décembre  | Élizabeth Herrgott             | Romancière française. | 80    |        |
| 13 décembre  | Kim Yong-ju                    | Homme politique nord-Coréen.                                                                                                   | 101   | (en)   |
| 13 décembre  | Teuvo Kohonen                  | Informaticien, ingénieur et professeur d'université finlandais.                                                                | 87    | (en)   |
| 13 décembre  | Sergueï Soloviov               | Réalisateur, scénariste, acteur et producteur soviétique puis russe.                                                           | 77    | (ru)   |
| 14 décembre  | Maja Beutler                   | Écrivaine suisse. | 85    | (it)   |
| 14 décembre  | Georges Blaness                | Auteur-compositeur-interprète et acteur français.                                                                              | 93    |        |
| 14 décembre  | Phil Chen                      | Bassiste jamaïcain. | 80    | (en)   |
| 14 décembre  | Jacques Dewatre                | Officier, haut fonctionnaire et diplomate français.                                                                            | 85    |        |
| 14 décembre  | Riccardo Ehrman                | Journaliste italien. | 92    | (it)   |
| 14 décembre  | Ian Hetherington               | Ingénieur et homme d'affaires britannique.                                                                                     | ?     | (it)   |
| 14 décembre  | Sonny Rhodes                   | Chanteur et guitariste de blues américain.                                                                                     | 81    | (en)   |
| 14 décembre  | Tadeusz Ross                   | Homme politique polonais. | 83    | (pl)   |
| 14 décembre  | André Souvré                   | Basketteur français. | 82    |        |
| 14 décembre  | James Wharram                  | Ingénieur et architecte naval britannique.                                                                                     | 93    |        |
| 14 décembre  | Daniel Widlöcher               | Psychiatre, professeur des universités-praticien hospitalier en psychiatrie, psychologue et psychanalyste français.            | 92    |        |
| 15 décembre  | Nelly Commergnat               | Femme politique française. | 78    |        |
| 15 décembre  | Ernst Fivian                   | Gymnaste artistique suisse, médaillé d'argent aux Jeux olympiques d'été de 1952.                                               | 90    | (de)   |
| 15 décembre  | Len Hauss                      | Joueur de foot U.S. américain.                                                                                                 | 79    | (en)   |
| 15 décembre  | François Lissarrague           | Historien et anthropologue français, spécialiste de la Grèce antique.                                                          | 74    |        |
| 15 décembre  | Marcel Meys                    | Supercentenaire français. | 112   |        |
| 15 décembre  | Marilee Stepan                 | Nageuse américaine ; médaillée de bronze du relais aux Jeux olympiques d'été de 1952.                                          | 86    | (en)   |
| 15 décembre  | Fayez Tarawneh                 | Homme politique jordanien. | 72    | (en)   |
| 15 décembre  | bell hooks                     | Intellectuelle, féministe, et militante américaine.                                                                            | 69    | (en)   |
| 16 décembre  | Stéphane Bonduel               | Homme politique français. | 102   |        |
| 16 décembre  | Pavle Dešpalj                  | Chef d'orchestre et compositeur yougoslave puis croate.                                                                        | 87    | (hr)   |
| 16 décembre  | Bert Fragner                   | Iranologue autrichien. | 80    | (fa)   |
| 16 décembre  | Lucía Hiriart de Pinochet      | Épouse du dictateur chilien Augusto Pinochet, Première dame du Chili de 1973 à 1990.                                           | 98    | (es)   |
| 16 décembre  | Taniela Moa                    | Joueur de rugby à XV tongien.                                                                                                  | 36    | (en)   |
| 16 décembre  | Trevor Pinch                   | Sociologue américain. | 69    | (en)   |
| 16 décembre  | Sérgio Vieira                  | Poète et homme politique mozambicain.                                                                                          | 80    | (pt)   |
| 17 décembre  | Sam Akoitai                    | Guerrier rebelle puis homme politique et faiseur de paix papou-néo-guinéen de Bougainville.                                    | 60    | (en)   |
| 17 décembre  | Eve Babitz                     | Écrivaine américaine. | 78    | (en)   |
| 17 décembre  | Gabriel Cohn-Bendit            | Enseignant, pédagogue et auteur franco-burkinabé.                                                                              | 85    |        |
| 17 décembre  | José Pablo Feinmann            | Écrivain, scénariste et dramaturge argentin.                                                                                   | 78    | (es)   |
| 17 décembre  | Mladen Naletilić               | Militaire, criminel de guerre yougoslave puis bosnien.                                                                         | 75    | (sr)   |
| 17 décembre  | Dah Sagbadjou Glèlè            | Monarque et prêtre béninois.                                                                                                   | ?     |        |
| 18 décembre  | Tawfik Bahri                   | Acteur tunisien. | 69    |        |
| 18 décembre  | Osagi Bascome                  | Footballeur bermudien. | 23    | (en)   |
| 18 décembre  | Laurent Bouvet                 | Politologue français. | 53    |        |
| 18 décembre  | Philippe Cambie                | Œnologue français. | 59    |        |
| 18 décembre  | Gérald Forton                  | Dessinateur de bande dessinée français.                                                                                        | 90    |        |
| 18 décembre  | Sayaka Kanda                   | Chanteuse et actrice japonaise.                                                                                                | 35    |        |
| 18 décembre  | Pierre Lepape                  | Critique littéraire et écrivain français.                                                                                      | 80    |        |
| 18 décembre  | Renée Martel                   | Chanteuse canadienne. | 74    |        |
| 18 décembre  | Louis-Ferdinand de Rocca Serra | Homme politique français. | 85    |        |
| 18 décembre  | Richard Rogers                 | Architecte italien puis britannique.                                                                                           | 88    |        |
| 19 décembre  | Boško Abramović                | Joueur d'échecs yougoslave puis serbe.                                                                                         | 70    | (en)   |
| 19 décembre  | Antoine Faivre                 | Historien français de l'ésotérisme.                                                                                            | 87    |        |
| 19 décembre  | Nicholas Georgiade             | Acteur américain. | 88    | (en)   |
| 19 décembre  | Carie Graves                   | Rameuse d'aviron américaine, médaillée de bronze aux Jeux olympiques d'été de 1976 puis championne olympique à ceux de 1984.   | 68    | (en)   |
| 19 décembre  | Robert Grubbs                  | Chimiste américain. | 79    | (en)   |
| 19 décembre  | Sally Ann Howes                | Actrice britannique. | 91    | (en)   |
| 19 décembre  | Johnny Isakson                 | Homme politique américain. | 76    | (en)   |
| 19 décembre  | Carlos Marín                   | Baryton espagnol. | 53    | (en)   |
| 19 décembre  | Christopher Newton             | Comédien et metteur en scène canadien.                                                                                         | 85    | (en)   |
| 19 décembre  | Gérard Poirier                 | Comédien et metteur en scène canadien.                                                                                         | 91    |        |
| 19 décembre  | Ed van Thijn                   | Homme politique néerlandais.                                                                                                   | 87    | (nl)   |
| 20 décembre  | Norberto Boggio                | Footballeur argentin. | 90    | (es)   |
| 20 décembre  | Jiří Čadek                     | Footballeur tchécoslovaque puis tchèque.                                                                                       | 86    | (cs)   |
| 20 décembre  | Pierre Cassignard              | Comédien et metteur en scène français.                                                                                         | 56    |        |
| 20 décembre  | Elizabeth Fennema              | Universitaire et éducatrice américaine.                                                                                        | 93    | (en)   |
| 20 décembre  | Giuseppe Galante               | Rameur d'aviron italien, médaillé d'argent aux Jeux olympiques d'été de 1960 et 1964.                                          | 84    | (it)   |
| 20 décembre  | Jean-Paul Laumond              | Roboticien et académicien français.                                                                                            | 68    |        |
| 21 décembre  | Carlyle Glean                  | Homme politique grenadien. | 89    | (en)   |
| 21 décembre  | Eberhard Mahle                 | Pilote automobile de courses de côte, de rallyes et sur circuits allemand.                                                     | 88    |        |
| 21 décembre  | Myrna Manzanares               | Écrivaine et militante bélizienne.                                                                                             | 75    | (en)   |
| 21 décembre  | Christian Ouellet              | Homme politique canadien. | 87    |        |
| 21 décembre  | Nkodo Sitony                   | Chanteur camerounais. | 62    |        |
| 22 décembre  | Mava Chou                      | Influenceuse suisse. | 32    |        |
| 22 décembre  | Robin Le Mesurier              | Guitariste britannique. | 68    |        |
| 22 décembre  | Serge Lentz                    | Écrivain et journaliste français.                                                                                              | 87    |        |
| 22 décembre  | Frédéric Manns                 | Bibliste français. | 79    |        |
| 22 décembre  | Jürg Wyttenbach                | Compositeur, chef d'orchestre et pianiste suisse.                                                                              | 86    |        |
| 23 décembre  | Bernard Dewulf                 | Poète belge. | 61    | (nl)   |
| 23 décembre  | Chris Dickerson                | Culturiste américain. | 82    | (en)   |
| 23 décembre  | Joan Didion                    | Écrivaine et journaliste américaine.                                                                                           | 87    |        |
| 23 décembre  | Robert McCammon                | Joueur professionnel et entraîneur de hockey sur glace canadien.                                                               | 91    | (en)   |
| 23 décembre  | Grace Mirabella                | Journaliste américaine, rédactrice en chef de Vogue.                                                                           | 91    |        |
| 23 décembre  | Patrick Nguema Ndong           | Journaliste et animateur de radio franco-gabonais.                                                                             | 64    |        |
| 23 décembre  | Françoise Nuñez                | Photographe et tireuse de photographies française.                                                                             | 64    |        |
| 23 décembre  | Bartolomeo Pepe                | Homme politique italien. | 59    | (it)   |
| 24 décembre  | Richard Colla                  | Acteur et réalisateur américain.                                                                                               | 85    | (en)   |
| 24 décembre  | J. D. Crowe                    | Banjoïste américain. | 84    | (en)   |
| 24 décembre  | Gwendolyn Killebrew            | Contralto d'opéra américaine.                                                                                                  | 82    | (de)   |
| 24 décembre  | K. S. Sethumadhavan            | Réalisateur et scénariste indien.                                                                                              | 90    | (en)   |
| 24 décembre  | Vladimir Tatossov              | Acteur soviétique puis russe.                                                                                                  | 95    | (ru)   |
| 24 décembre  | Birgit Vanderbeke              | Écrivaine allemande. | 65    | (de)   |
| 24 décembre  | José Villegas                  | Footballeur mexicain. | 87    | (es)   |
| 25 décembre  | Carmen Bourassa                | Productrice de télévision canadienne.                                                                                          | 78/79 |        |
| 25 décembre  | Jacques Drillon                | Écrivain et journaliste français.                                                                                              | 67    |        |
| 25 décembre  | Guenshi Ever                   | Chanteuse béninoise. | 60    |        |
| 25 décembre  | Aurèle Gervais                 | Homme politique canadien. | 88    | (en)   |
| 25 décembre  | Brij Lal                       | Historien, politologue et écrivain fidjien.                                                                                    | 69    | (en)   |
| 25 décembre  | Albert Likhanov                | Écrivain soviétique puis russe.                                                                                                | 86    | (ru)   |
| 25 décembre  | Thomas Lovejoy                 | Biologiste américain. | 80    | (en)   |
| 25 décembre  | Richard Marcinko               | Militaire américain. | 81    | (en)   |
| 25 décembre  | Olivier Pagès                  | Historien de l'art et artiste français.                                                                                        | 96    |        |
| 25 décembre  | Jonathan Spence                | Historien et professeur d'université américain.                                                                                | 85    | (en)   |
| 25 décembre  | Wayne Thiebaud                 | Peintre américain. | 101   | (en)   |
| 25 décembre  | Jean-Marc Vallée               | Réalisateur, scénariste et monteur canadien.                                                                                   | 58    | (en)   |
| 25 décembre  | Ralph Warburton                | Hockeyeur sur glace américain.                                                                                                 | 97    | (en)   |
| 26 décembre  | Giacomo Capuzzi                | Évêque italien. | 92    | (it)   |
| 26 décembre  | Henri Losch                    | Instituteur, acteur et écrivain luxembourgeois.                                                                                | 90    |        |
| 26 décembre  | Károlos Papoúlias              | Homme d'État grec, président de la République hellénique de 2005 à 2015.                                                       | 92    | (en)   |
| 26 décembre  | Desmond Tutu                   | Archevêque anglican sud-africain.                                                                                              | 90    | (en)   |
| 26 décembre  | Sarah Weddington               | Avocate, professeur de droit et femme politique américaine.                                                                    | 76    |        |
| 26 décembre  | Edward Osborne Wilson          | Biologiste, entomologiste et myrmécologue américain.                                                                           | 92    | (en)   |
| 27 décembre  | April Ashley                   | Mannequin et actrice transgenre britannique.                                                                                   | 86    | (en)   |
| 27 décembre  | Jeanine Baude                  | Poétesse et écrivaine française.                                                                                               | 75    |        |
| 27 décembre  | Naren Chandra Das              | Militaire indien. | 83    |        |
| 27 décembre  | Defao                          | Chanteur et auteur-compositeur-interprète congolais.                                                                           | 62    |        |
| 27 décembre  | Raymond Fau                    | Auteur-compositeur-interprète de chants liturgiques français.                                                                  | 85    |        |
| 27 décembre  | Keri Hulme                     | Écrivaine néo-zélandaise. | 74    | (en)   |
| 28 décembre  | Gaston Arel                    | Organiste et pédagogue québécois.                                                                                              | 93    |        |
| 28 décembre  | Grichka Bogdanoff              | Producteur et animateur de télévision français.                                                                                | 72    |        |
| 28 décembre  | John Bowman                    | Acteur, scénariste et producteur américain.                                                                                    | 64    |        |
| 28 décembre  | Jimmy Cayne                    | Homme d'affaires américain. | 87    | (en)   |
| 28 décembre  | Michael R. Clifford            | Astronaute américain. | 69    | (en)   |
| 28 décembre  | François Durand-Dastès         | Géographe français. | 90    |        |
| 28 décembre  | Fatima Kuinova                 | Chanteuse tadjike. | 95    | (en)   |
| 28 décembre  | John Madden                    | Entraîneur américain de football américain.                                                                                    | 85    | (en)   |
| 28 décembre  | Hugo Maradona                  | Joueur puis entraîneur argentin de football, frère de Diego Maradona.                                                          | 52    |        |
| 28 décembre  | Francis Maugard                | Peintre, poète et médecin français.                                                                                            | 89    |        |
| 28 décembre  | Harry Reid                     | Homme politique américain. | 82    | (en)   |
| 28 décembre  | Nikolay Shirshov               | Footballeur ouzbek. | 47    | (ru)   |
| 28 décembre  | Tibi                           | Footballeur portugais. | 70    | (pt)   |
| 28 décembre  | Sabine Weiss                   | Photographe suisse puis française.                                                                                             | 97    |        |
| 29 décembre  | Antoine Bonifaci               | Footballeur français. | 90    |        |
| 29 décembre  | Nino Filastò                   | Avocat, dramaturge et écrivain de roman policier italien.                                                                      | 83    | (it)   |
| 29 décembre  | Paolo Giordano                 | Guitariste italien. | 59    | (it)   |
| 29 décembre  | Serge Guirao                   | Chanteur franco-espagnol. | 68    |        |
| 29 décembre  | Christian Gyan                 | Footballeur ghanéen. | 43    |        |
| 29 décembre  | Messaoudi Hassan               | Chirurgien algérien. |       |        |
| 29 décembre  | Pupetta Maresca                | Reine de beauté italienne. | 86    | (it)   |
| 29 décembre  | Jean Vassieux                  | Joueur de Hockey sur glace français.                                                                                           | 72    |        |
| 30 décembre  | Sam Jones                      | Basketteur américain. | 88    | (en)   |
| 30 décembre  | Gottfried Michael Koenig       | Compositeur germano-néerlandais.                                                                                               | 95    |        |
| 30 décembre  | Karel Loprais                  | Pilote automobile tchèque de rallyes.                                                                                          | 72    |        |
| 30 décembre  | Lya Luft                       | Écrivaine et traductrice brésilienne.                                                                                          | 83    | (pt)   |
| 30 décembre  | Denis O'Dell                   | Producteur de cinéma britannique.                                                                                              | 98    | (en)   |
| 30 décembre  | Richard Patten                 | Homme politique canadien. | 79    | (en)   |
| 30 décembre  | Renato Scarpa                  | Acteur italien. | 82    | (it)   |
| 31 décembre  | Joe Comuzzi                    | Homme politique canadien. | 88    | (en)   |
| 31 décembre  | Elihu Katz                     | Sociologue américano-israélien.                                                                                                | 95    | (he)   |
| 31 décembre  | Vadim Khamouttskikh            | Volleyeur soviétique puis russe, médaillé d'argent aux Jeux olympiques d'été de 2000.                                          | 52    | (ru)   |
| 31 décembre  | Ivan Mozgovenko                | Clarinettiste soviétique puis russe.                                                                                           | 97    | (ru)   |
| 31 décembre  | Luigi Negri                    | Archevêque catholique italien.                                                                                                 | 80    | (it)   |
| 31 décembre  | Betty White                    | Actrice et productrice américaine.                                                                                             | 99    |        |